# Xi măng Portland

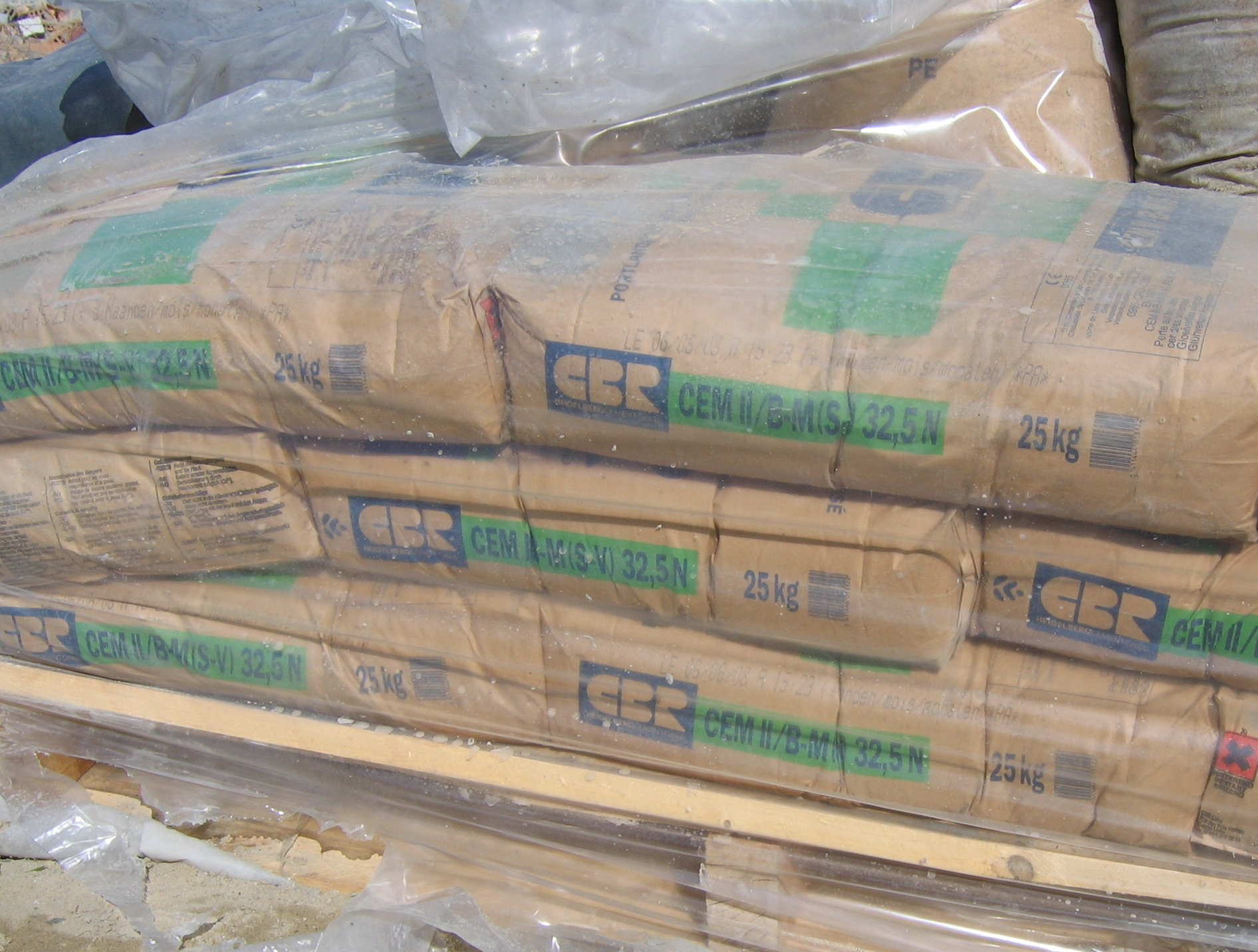
PС (Portland Cement)

Xi măng Portland, còn gọi là Xi măng Portland thường (OPC), là loại vật liệu được sử dụng phổ biến nhất trên toàn thế giới, nó là thành phần cơ bản của bê tông, vữa, hồ. Có thành phần chủ yếu là clinker Portland chiếm tỉ lệ 95 - 96% và thạch cao chiếm tỉ lệ 4-5%. Ngoài ra, khi thêm các chất phụ khác vào thành phần của xi măng Portland (xỉ lò cao, xỉ hạt lò cao nghiền mịn, tro than, pouzzolan tự nhiên, v.v., nhưng hàm lượng phụ gia kể cả thạch cao không quá 40% và trong đó phụ gia đầy không quá 20%), thì những loại xi măng Portland này được gọi là xi măng Portland hỗn hợp.
Việt Nam đã xây dựng hệ thống tiêu chuẩn về các loại xi măng Pooclăng phổ biến  dựa trên tiêu chuẩn chung của quốc tế như:
TCVN 2682: 1999: Xi măng Portland
TCVN 5691:1992: Xi măng Portland trắng
TCVN 6067:1995: Xi măng Portland bền sunfat
TCVN 6069:2007: Xi măng Portland ít tỏa nhiệt
TCVN 6260:2009: Xi măng Portland hỗn hợp

## Lịch sử
Xi măng Portland chính thức đi vào lịch sử ngày 21 tháng 10 năm 1824 khi Joseph Aspdin được cấp bằng sáng chế cho quá trình thực hiện một xi măng mà ông gọi là xi măng Portland. Cái tên được đặt như vậy là do loại đá ở đảo Portland miền Nam nước Anh có màu xám giống màu loại xi măng của ông.

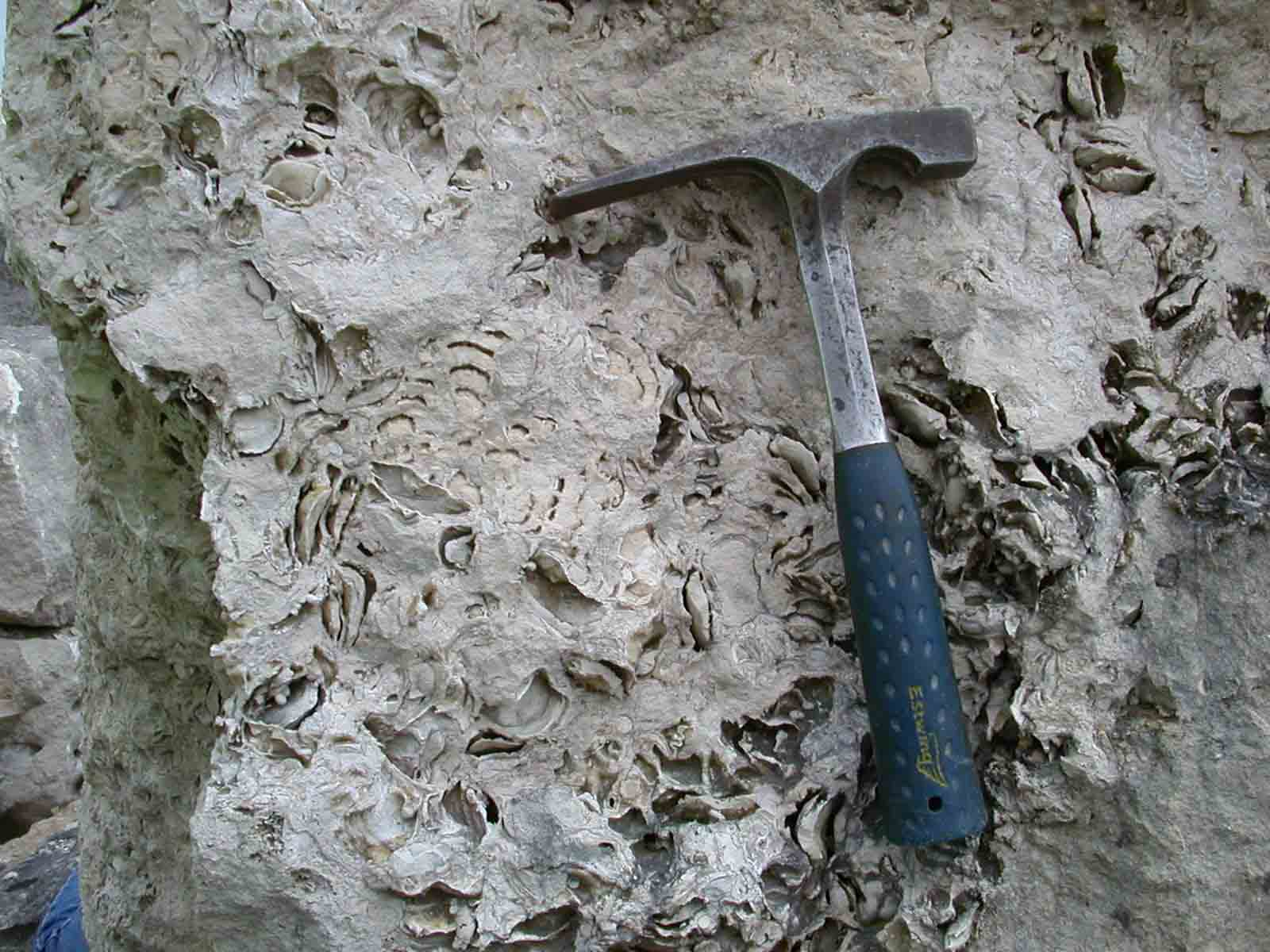
PortlandRoach

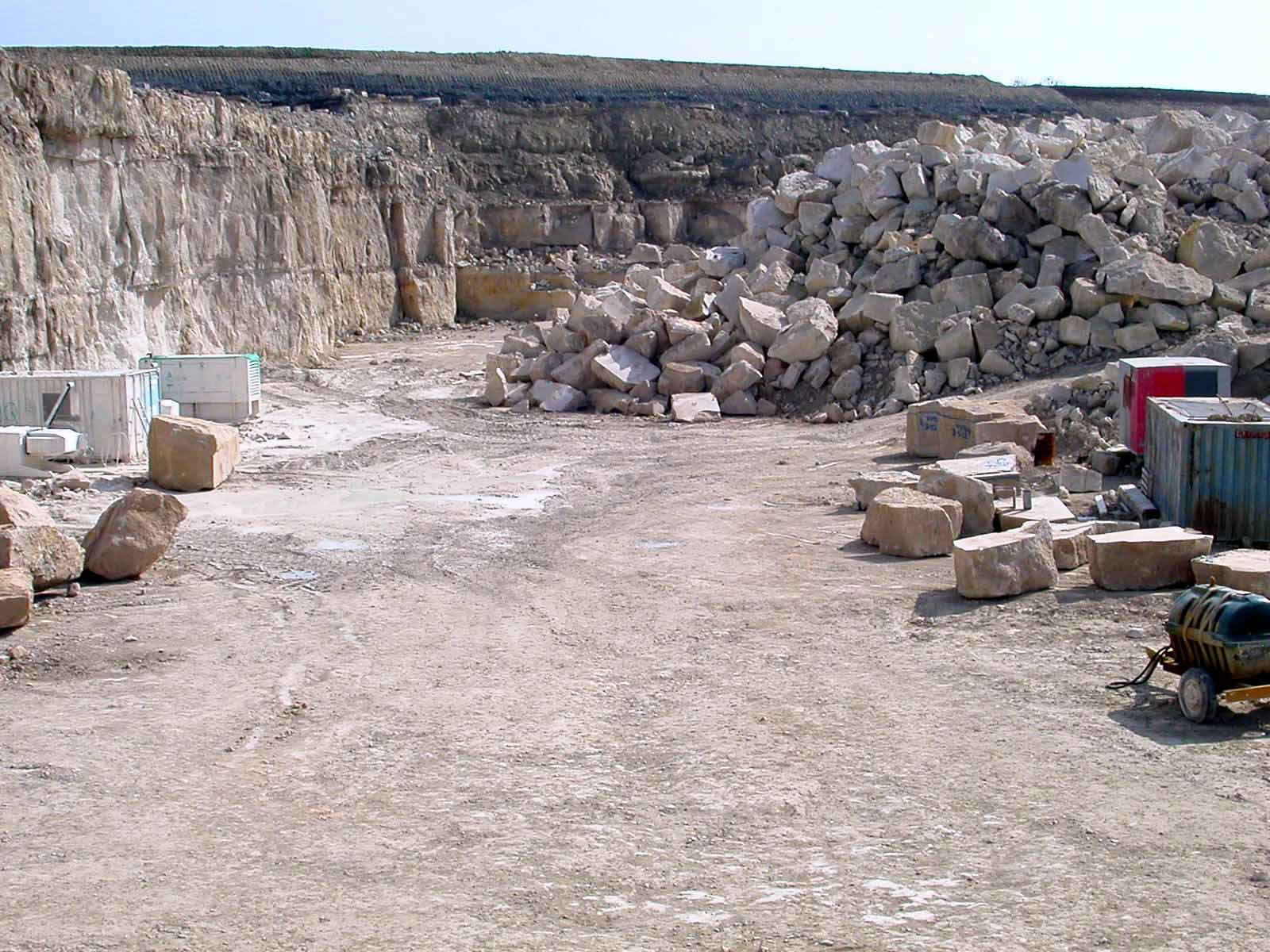
Mỏ đá trên đảo Portland

## Thành phần khoáng vật của clinker Portland
Thông thường, trong clinke, thành phần phần trăm theo khối lượng của các khoáng vật thay đổi như sau:
- Alit: 3CaO.SiO2 (C3S[5]) chiếm 60-65%
- Belit: 2CaO.SiO2 (C2S) chiếm 20-25%
- Celit: 3Cao.Al2O3 (C3A) chiếm 4-12%
- Alumino-Ferit: 4CaO.Al2O3.Fe2O3 (C4AF) chiếm 1-5%(7-14%)
- Các khoáng vật này khi gặp nước(kể cả mồ hôi) xảy ra phản ứng giải phóng ra Ca(OH)2 -một chất kiềm ăn mòn da rất mạnh,cùng với các oxide acid khác đóng vai trò là dị nguyên của căn bệnh dị ứng xi măng đối với những người có cơ địa dị ứng hoặc có thời gian tiếp xuc thường xuyên và đủ lâu với xi măng

## Thành phần hóa học của clinke Portland biểu thị bằng hàm lượng% các oxide
Các oxide như MgO, SO3, Na2O, K2O, TiO, Cr2O, P2O5 chiếm tỉ lệ rất nhỏ nhưng đều làm ảnh hưởng xấu đến chất lượng của xi măng

## Sản xuất xi măng
- Các công đoạn sản xuất xi măng:

1. Chuẩn bị nguyên liệu
2. Phối hợp nguyên liệu
3. Nung tạo clinke

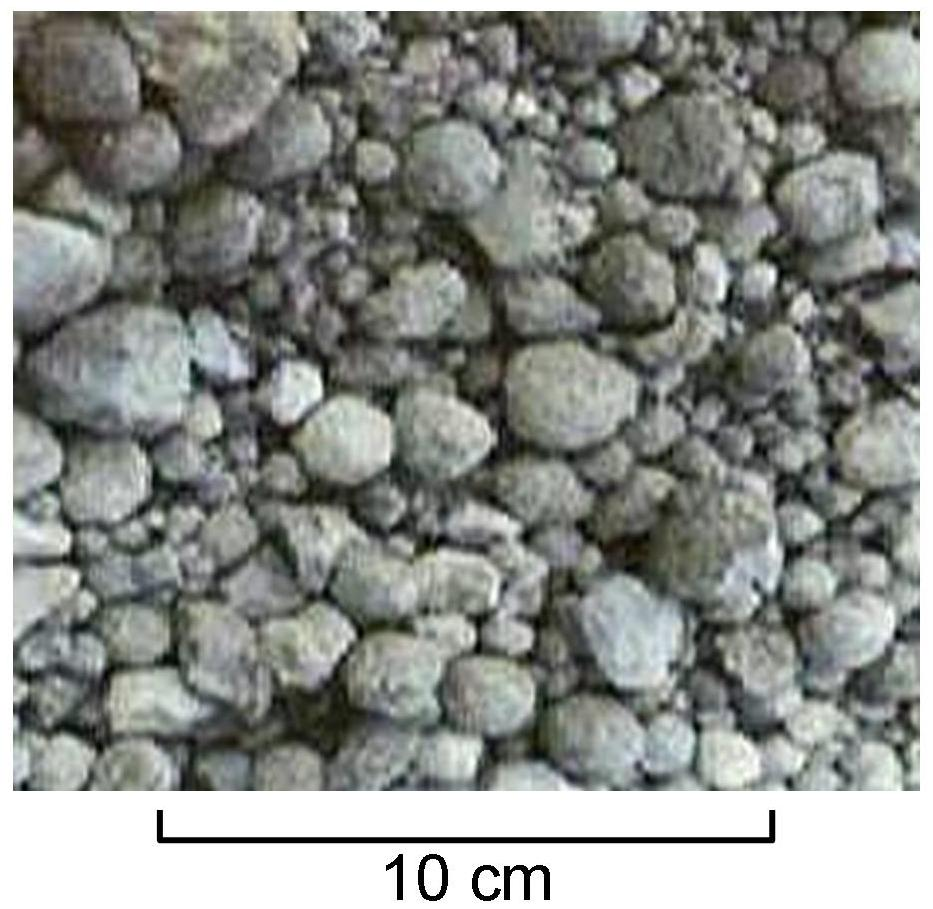
Kích cỡ hạt clinke khi ra khỏi lò nung

4. Nghiền clinke với các phụ gia khác
- Sản phẩm của các giai đoạn trong lò nung tạo clinke

Giai đoạn 1: CaCO3, Al2O3.2SiO2.2H2O, Fe2O3
Giai đoạn 2: CaCO3, Al2O3.2SiO2, Fe2O3
Giai đoạn 3: CaO, Al2O3.2SiO2, Fe2O3
Giai đoạn 4: CaO, Al2O3, SiO2, Fe2O3
Giai đoạn 5: CaO + Al2O3 -> 3CaO.Al2O3 (Celit)
CaO + SiO2 -> 2CaO.SiO2 (Belit)
2CaO.SiO2nc + CaO -> 3CaO.SiO2 (Alit)
- Các yếu tố sản xuất ảnh hưởng đến chất lượng xi măng

- Chất lượng nguyên liệu: Các nguyên liệu đầu vào để sản xuất xi măng là đá vôi giàu CaCO3, đất sét, quặng sắt (nếu cần), và thạch cao. Chúng ảnh hưởng trực tiếp đến các công đoạn sản xuất của xi măng thông qua thành phần hóa học của khoáng vật và công nghệ xử lý tạp chất, điều trộn nguyên liệu.
- Chất lượng nung kết: Clinke được tạo ra chủ yếu bằng dạng lò đứng và lò quay. Chất lượng sản phẩm của 2 lò này là khác nhau khi cho cùng 1 nguyên liệu tương đồng do thời gian, tác động, phối hợp giữa các giai đoạn nung là khác nhau.
- Chất lượng nghiền: Clinke khi ra khỏi lò là các cục nhỏ có đường kính từ 10– 40 mm, chúng được nghiền đến độ mịn yêu cầu. Khi các hạt có kích cỡ càng nhỏ thì diện tích bề mặt càng lớn làm tăng sự tiếp xúc, đẩy nhanh và triệt để phản ứng thủy hóa.
- Chất lượng phụ gia: Sự khác nhau giữa các loại xi măng phụ thuộc lớn vào thành phần phụ gia, công thức điều trộn. Tùy vào mục đích sử dụng mà người ta cho các phụ gia khác nhau để tạo ra các loại xi măng